# Mitch Atkins
Pour les articles homonymes, voir Atkins.
Mitchell Shane Atkins (né le 1er octobre 1985 à Browns Summit, Caroline du Nord, États-Unis) est un lanceur droitier de baseball qui évolue dans les Ligues majeures de 2009 à 2011. Il est présentement agent libre.

## Carrière
Après des études secondaires à la Northeast Guilford High School de McLeansville (Caroline du Nord), Mitch Atkins est drafté par les Cubs de Chicago le 7 juin 2004 au septième tour de sélection. 
Il passe quatre saisons en Ligues mineures avant d'effectuer ses débuts en Ligue majeure le 29 juillet 2009. Il lance deux manches en deux parties pour les Cubs en 2009 sans accorder de point.
Atkins lance cinq parties en relève pour les Cubs en 2010. En novembre, il signe comme agent libre un contrat des ligues mineures avec les Orioles de Baltimore mais n'apparaît que dans 3 de leurs parties, chaque fois comme lanceur partant, durant la saison 2011.
Le 3 février 2012, Atkins accepte une offre des Nationals de Washington. Il est confiné aux ligues mineures dans l'organisation des Nationals en 2012. En 2013 et 2014, il joue dans le baseball indépendant ainsi qu'en ligues mineures dans l'organisation des Braves d'Atlanta.

## Statistiques
| Saison | Équipe       | G | GS | CG | SHO | V | D | SV | IP   | SO | ERA  |
| ------ | ------------ | - | -- | -- | --- | - | - | -- | ---- | -- | ---- |
| 2009   | Chicago Cubs | 2 | 0  | 0  | 0   | 0 | 0 | 0  | 2.0  | 0  | 0,00 |
| 2010   | Chicago Cubs | 5 | 0  | 0  | 0   | 0 | 0 | 0  | 10.0 | 10 | 6,30 |
| Totaux | Totaux       | 7 | 0  | 0  | 0   | 0 | 0 | 0  | 12.0 | 10 | 5,25 |

Note : G = Matches joués ; GS = Matches comme lanceur partant ; CG = Matches complets ; SHO = Blanchissages ; 
V = Victoires ; D = Défaites ; SV = Sauvetages ; IP = Manches lancées ; SO = Retraits sur des prises ; ERA = Moyenne de points mérités.